# Unidos de Padre Miguel
Grêmio Recreativo Escola de Samba Unidos de Padre Miguel (ou simplesmente Unidos de Padre Miguel e UPM) é uma escola de samba da cidade do Rio de Janeiro. Entre os sambistas cariocas é carinhosamente chamada de UPM ou só de Unidos. Foi fundada no dia 12 de novembro de 1957, no bloco da Rua D, em Vila Vintém, no bairro de Padre Miguel, na Zona Oeste do Rio de Janeiro. Tendo como símbolo o Boi Vermelho, a escola foi criada como uma das representantes da Zona Rural do Rio, tornando-se campeã em seu primeiro desfile na Praça XI, no carnaval de 1959, quando adquiriu o direito de se apresentar entre as grandes escolas em 1960. Suas cores são o vermelho e branco em homenagem a Guilherme da Silveira Filho, dono da Fábrica de Tecidos Bangu que, na época, doava os tecidos utilizados nos desfiles da escola. Está sediada na Rua Mesquita 8, na comunidade da Vila Vintém, no bairro carioca de Padre Miguel. Possui sete campeonatos conquistados em grupos de acesso. Em 2022, a escola foi declarada patrimônio cultural de natureza imaterial do Estado do Rio de Janeiro.

## História

### Primeiros anos
Em seu primeiro desfile na Praça Onze em 1959, sagrou-se campeã e adquiriu o direito de se apresentar entre as grandes em 1960. Entretanto, a má colocação que obteve, a fez retornar às categorias inferiores. 
Um de seus primeiros símbolos era o boi vermelho, que acabou substituído posteriormente por um aperto de mão interracial.
A escola voltou a desfilar entre as grandes em 1964, 1971 e 1972. Após o incremento financeiro de Castor de Andrade à Mocidade Independente de Padre Miguel, a escola se distanciou dos principais grupos cariocas, chegando, inclusive, a não desfilar em alguns anos.

### Década de 2000
Paradoxalmente, nos anos 2000, após uma fase de estagnação da coirmã de Padre Miguel, a Unidos trilhou um caminho de sucesso. Com dois campeonatos seguidos. Em 2005 no Grupo D e em 2006 no Grupo C, saiu do último grupo do carnaval carioca até o retorno ao desfile no sambódromo em 2006, pelo Grupo B.
- 2005: "Abram alas que eu quero passar. Sou carnaval carioca sou Unidos de Padre Miguel"

Com o carnavalesco André Cézari  Unidos de Padre Miguel fez um desfile Maravilhoso falando sobre o Carnaval Carioca e sua História. Com um samba que é lembrado até hoje na sua quadra, "Eu sou Unidos, Amor... Vermelho e Branco, Eu sou..." a Unidos conseguiu o seu 3° campeonato. Este samba é usado como o Samba-Exaltação da escola atualmente.
- 2006: "Das lágrimas de Tupã nasce o fruto divino - O Guaraná"

Ganhou seu 2° Campeonato seguido, com o carnavalesco estreante Edson Pereira falando da História do Guaraná, a Unidos Impactou com seu desfile impecável.{[carece de fontes?]
- 2007: "Unidos pelos caminhos da fé - Desbravando carnavais"

Em 2007, a Unidos de Padre Miguel voltava à Marquês de Sapucaí depois de mais de duas décadas. A escola contou o seu cinquentenário a começar pela comissão de frente de guerreiros prateados em defesa da fé. Um dos pontos altos do desfile foi o segundo carro, com televisões, mesas de bate-papo e varais de roupa, em um visual que formava um barraco, preenchido pela comunidade da Vila Vintém. As baianas da escola vieram douradas em comemoração à boda de ouro. Quadrilha de festa junina, natal, páscoa, pipas foram lembrados como rituais em alas irreverentes.[carece de fontes?] O público se animou com a escola[carece de fontes?], que passou acelerada e teve de se arrastar no final para não terminar o desfile com menos de 40 minutos.[carece de fontes?] A escola conseguiu a sexta colocação no grupo B.
- 2008: "No Reinos das águas de Olokun"

Em 2008, a mídia dava como certa a ascensão da escola para o Grupo de acesso A[carece de fontes?], porta de entrada para o Grupo Especial, mas, inexplicavelmente[carece de fontes?], a escola obteve apenas a terceira colocação[carece de fontes?], adiando assim o seu retorno ao Grupo A. A Unidos de Padre Miguel não passou de um terceiro lugar. Desde a comissão de frente até o último carro, a escola mostrou alegorias luxuosas, para contar a importância das águas, seja dos mares, dos rios ou dos oceanos, por meio da história de Olokum, Deus das Águas.[carece de fontes?]
- 2009: "Vinho, néctar dos Deuses - A celebração da vida"

Em 2009, a Unidos de Padre Miguel apresentou alegorias e fantasias altamente luxuosas para contar o enredo sobre o vinho, denominado Vinho, néctar dos deuses - A celebração da vida, conquistou o Grupo Rio de Janeiro 1, empatada com a Acadêmicos do Cubango, ascendendo ao Grupo A. A escola mergulhou na mitologia do deus Dionísio, para mostrar que o vinho foi amadurecido em Roma, apadrinhado pela Igreja Cristã, na Idade Média, desprezado pelo Islamismo e fortalecido no Renascimento, até ser relacionado com a celebração da vida, estando presente em todas as cerimônias e festas comemorativas.[carece de fontes?] A bebida embarcou em naus, na época das Grandes Navegações, chegando ao Mundo Novo. No Brasil, criou-se com os imigrantes italianos, no sul do país, sendo homenageado na Festa da Uva, realizada em Caxias do Sul, no Rio Grande do Sul.[carece de fontes?]

### Década de 2010
- 2010: "Aço, Universo presente na riqueza da terra - O Futuro a ti pertence"

Em 2010, a escola sentiu o peso de abrir o desfile com as arquibancadas vazias.[carece de fontes?] Com problemas na comissão de frente, que representava a estrela cadente, cujas fantasias atrasaram e obrigaram os componentes a se vestir na avenida, a escola contou a história do aço através de uma grande bola de fogo, que chocada com a crosta terrestre, deu origem ao minério de ferro, matéria-prima do metal.[carece de fontes?] O abre-alas causou impacto pelas cores e luzes e representou a explosão de meteoritos, cuja principal escultura era a de um pássaro de fogo. A escola mostrou as grandes civilizações que usavam o ferro principalmente para fabricação de armamento, como os romanos, fenícios e celtas. O segundo carro representou a evolução do aço na era medieval.[carece de fontes?]  Em outra alegoria, uma grande locomotiva antecedeu os altos-fornos, que tornaram possível a construção das siderúrgicas. Um Robocop de cinco metros estava à frente da quarta alegoria, que retratou o aço presente no nosso dia a dia, nas mais diversas situações - cozinhas industriais, hospitais, laboratórios, empresas e indústrias em geral.[carece de fontes?]  O último carro trouxe São Jorge, que no sincretismo religioso é Ogum, o Orixá do ferro, da guerra.  A bateria veio fantasiada de alquimista. Apesar de apresentar fantasias e alegorias bem acabadas, os efeitos de luz e fumaça planejados pela escola acabaram sendo prejudicados pelo sol. Na apuração, a escola terminou em 11º lugar sendo rebaixada junto com a Paraíso do Tuiuti para o Grupo de Acesso B.[carece de fontes?]
- 2011: "Hilária Batista de Almeida"

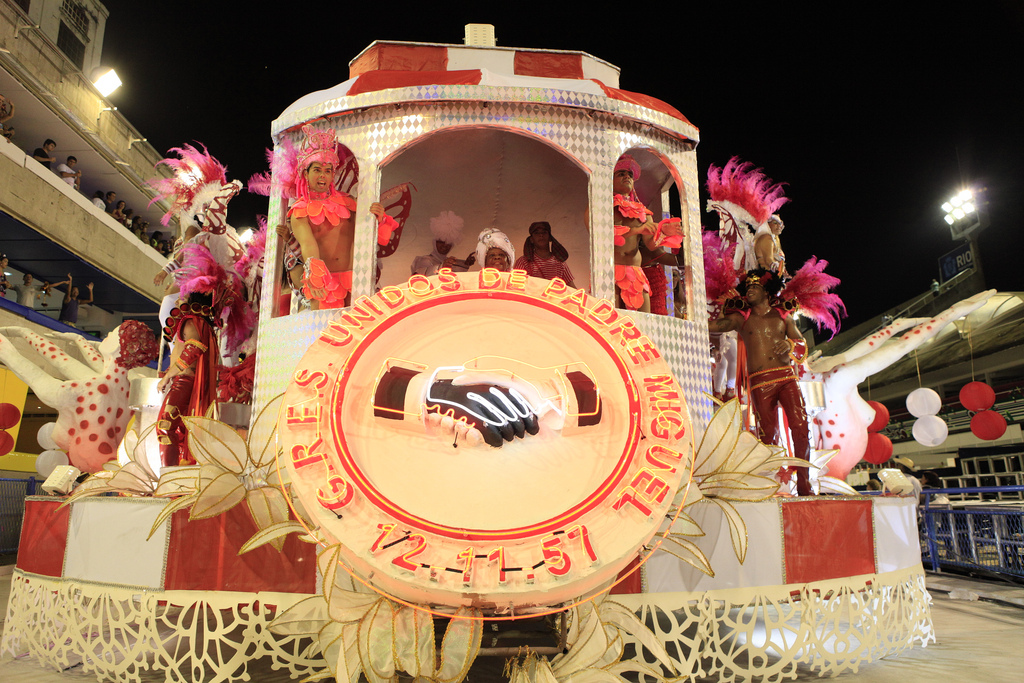
Desfile da Unidos no carnaval de 2011.

Paulo César e Helaine Bispo formaram o novo primeiro casal de mestre-sala e porta-bandeira da escola; enquanto Hugo Júnior assumiu como intérprete oficial. Edward Moraes e Marcus Ferreira assinaram o enredo sobre Tia Ciata, sambista e mãe de santo brasileira, considerada como uma das figuras mais influentes para o surgimento do samba carioca. Os carnavalescos deixaram a agremiação durante a preparação para o desfile, sendo substituídos por Fábyo Santos. A UPM foi a nona escola a se apresentar no sambódromo pelo Grupo B do carnaval de 2011. Desfilou com cerca de mil e quinhentos componentes. O desfile, luxuoso, foi elogiado pela crítica especializada, que apontou a escola como uma das favoritas. A Unidos recebeu o prêmio Gato de Prata de melhor escola do Grupo B. Com o desfile, a UPM obteve a terceira colocação, se mantendo na terceira divisão do carnaval para o ano seguinte.

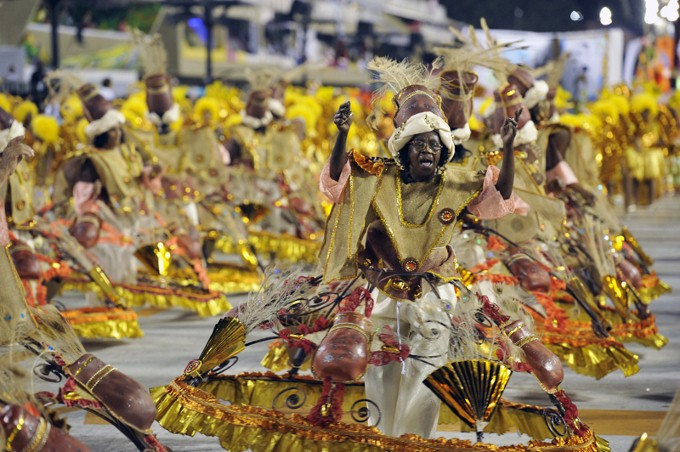
Ala de baianas da Unidos no carnaval de 2012.

- 2012: "Arte - Um Universo Fascinante"

Para o carnaval de 2012, a escola realizou mudanças em sua equipe, contratando o intérprete Igor Vianna; montando uma comissão de carnavalescos com Reyla Ravache, Wallacy Vinicyos e Wilsinho Mendes; e promovendo mestre Dinho a diretor de bateria. Décima, e penúltima, agremiação a se apresentar pelo Grupo B de 2012, a Unidos realizou um desfile sobre a arte. Fantasias e alegorias fizeram menção a diversos tipos de arte, como pintura, música e cinema. Com o desfile, a escola obteve o terceiro lugar do Grupo B, garantindo seu retorno para a segunda divisão, de onde foi rebaixada em 2010. Devido a reorganização dos grupos de acesso, as oito primeiras colocadas do grupo foram promovidas.
- 2013: "O Reencontro Entre o Céu e a Terra no Reino de Alá Àfin Oyó"

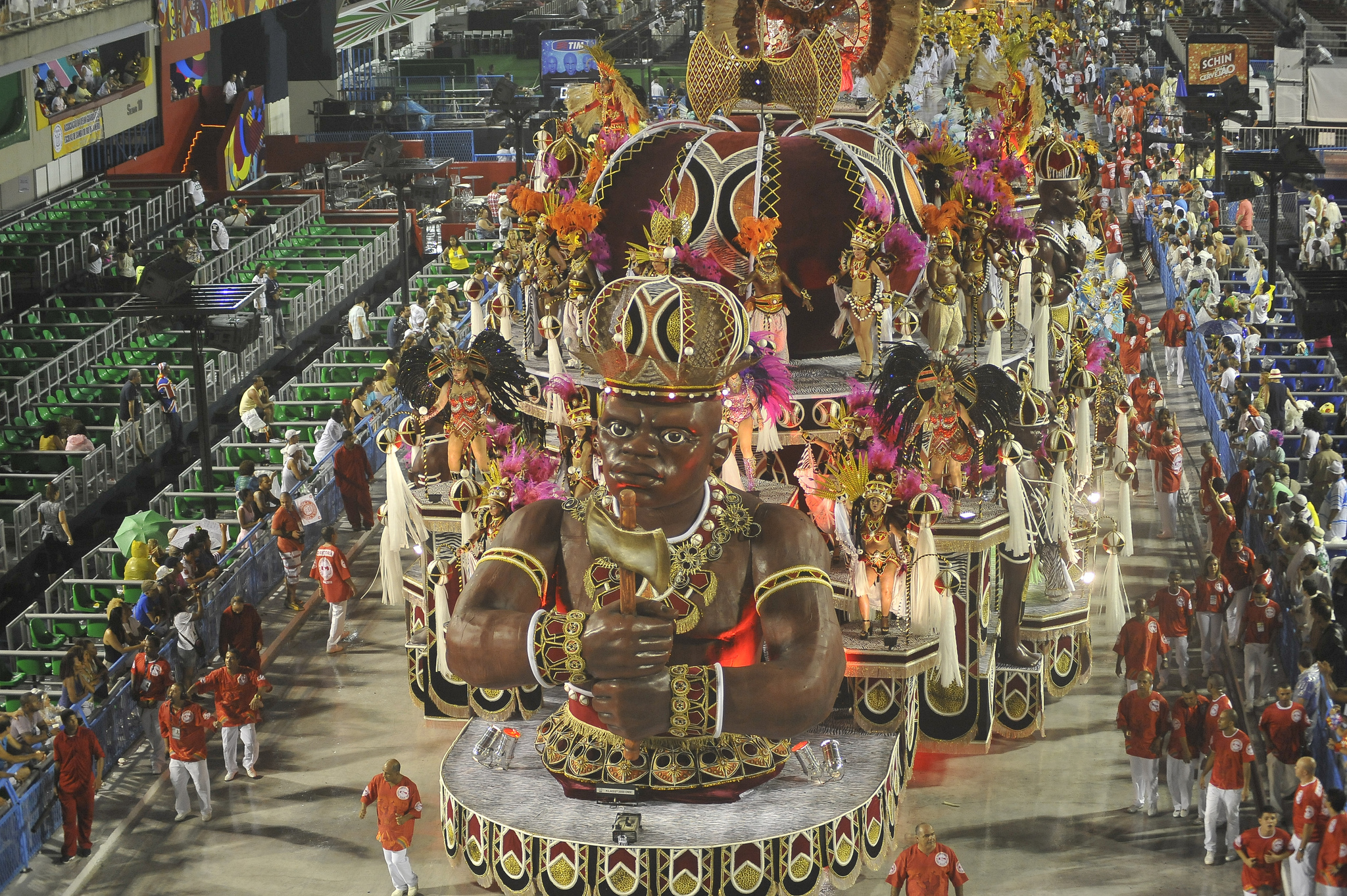
Carro abre-alas da UPM no carnaval de 2013.

A partir de 2013, a segunda divisão do carnaval carioca passou a se chamar "Série A", sendo dividida em dois dias de desfiles, realizados na sexta e no sábado de carnaval. Para o carnaval de 2013, Marquinho Art'Samba assumiu o posto de intérprete oficial da escola. O carnavalesco Edson Pereira retornou a escola, desenvolvendo um enredo sobre o encontro entre orixás da mitologia africana e seres humanos. Nona, e penúltima, escola a se apresentar na segunda noite da Série A de 2013, a UPM desfilou debaixo de chuva. O desfile teve 1.900 componentes divididos em 24 alas e quatro carros alegóricos. A escola teve problemas de evolução com o casal de mestre-sala e porta-bandeira, que abriam grandes espaços durante suas apresentações para os jurados. Com o desfile, a agremiação se classificou em sétimo lugar, garantindo sua permanência na segunda divisão.

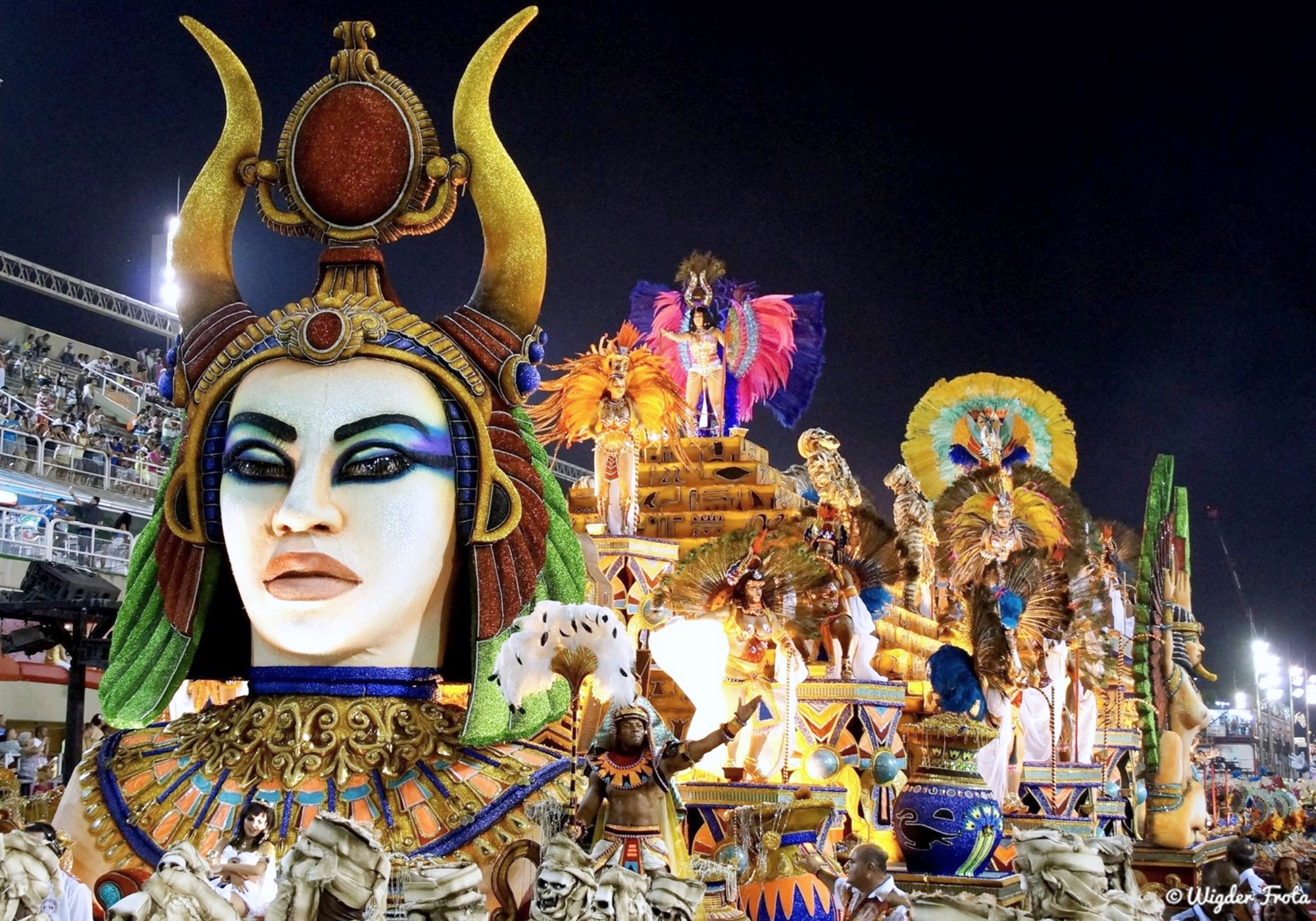
Desfile da Unidos no carnaval de 2014.

- 2014: "Decifra-me ou Te Devoro: Enigmas - Chaves da Vida"

Para o carnaval de 2014, David Lima assumiu o comando da comissão de frente e Vinícius Antunes e Jéssica Ferreira formaram o novo primeiro casal de mestre-sala e porta-bandeira da escola. Os demais segmentos foram mantidos. O carnavalesco Edson Pereira desenvolveu um enredo sobre enigmas e mistérios da Humanidade. Oitava, e penúltima, escola a se apresentar na segunda noite da Série A de 2014, a UPM animou o público com fantasias e alegorias luxuosas. Cerca de dois mil e duzentos componentes participaram do desfile. Com o desfile, a escola se classificou em terceiro lugar. O conjunto de alegorias e fantasias da escola recebeu diversos prêmios, sendo o mais premiado do ano.
- 2015: "O Cavaleiro Armorial Mandacariza o Carnaval"

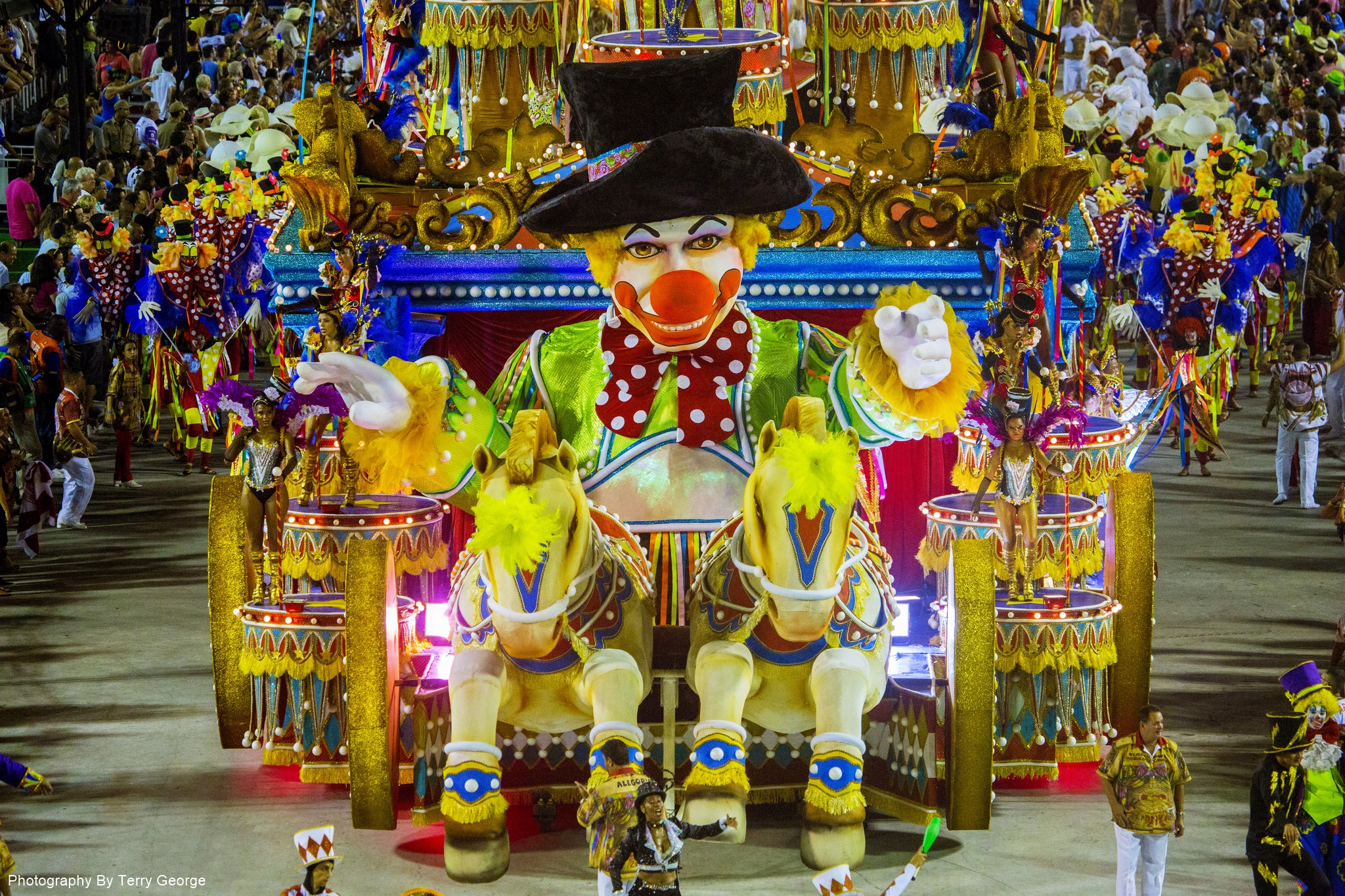
Carro abre-alas da UPM no carnaval de 2015.

Grávida, a rainha de bateria Karina Costa se ausentou do cargo, sendo substituída por Ana Paula Evangelista. Os demais segmentos da agremiação foram mantidos no cargo. Para o carnaval de 2015, a escola anunciou um enredo sobre a obra de Ariano Suassuna. O escritor paraibano confirmou presença no desfile. Dias após o anúncio, em 23 de julho de 2014, Ariano morreu, aos 87 anos de idade. A Unidos foi a quarta escola a se apresentar na segunda noite da Série A de 2015. O desfile animou o público, que saudou a escola com gritos de "campeã", sendo apontada pela imprensa como uma das favoritas ao título. A UPM recebeu sete prêmios de melhor escola/desfile da Série A: Estandarte de Ouro; Estrela do Carnaval; Gato de Prata; SRzd; S@mba-Net; Troféu Jorge Lafond; e OSK do Samba. Apesar do favoritismo, obteve o vice-campeonato, perdendo o título por três décimos de diferença para a campeã, Estácio de Sá.
- 2016: "O Quinto dos Infernos"

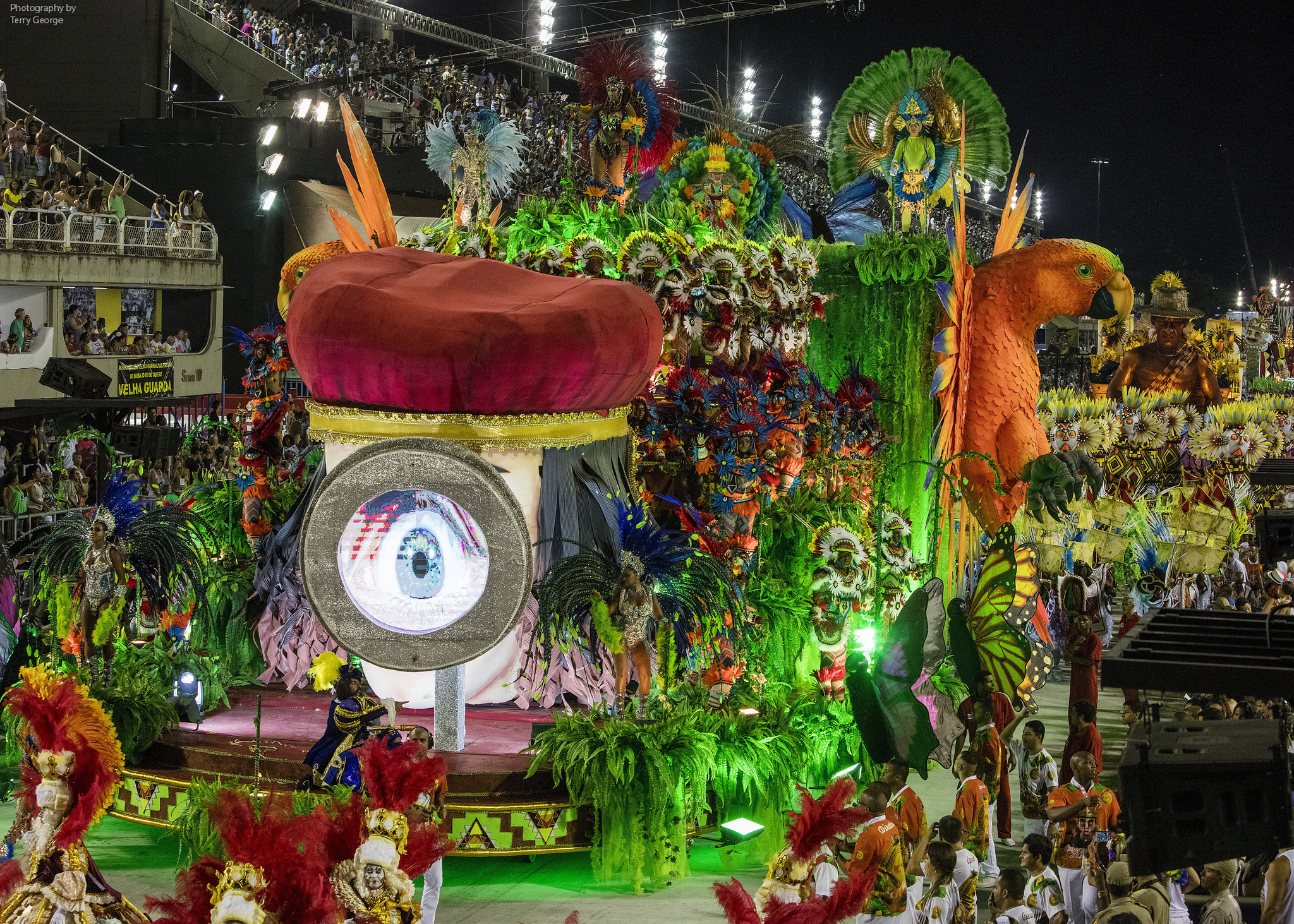
Desfile da Unidos no carnaval de 2016.

O intérprete Marquinho Art'Samba se transferiu para a Imperatriz Leopoldinense, sendo substituído por Luizinho Andanças. Após a gravidez, Karina Costa reassumiu o posto de rainha de bateria. Para o carnaval de 2016, o carnavalesco Edson Pereira desenvolveu um enredo satírico sobre a exploração do povo brasileiro desde a era colonial. Sexta escola a se apresentar na segunda noite da Série A de 2016, a Unidos teve problemas de evolução, abrindo espaço entre as alas durante o desfile. No final, seus componentes precisaram acelerar o passo para não ultrapassar o tempo limite. A escola encerrou seu desfile no último minuto regular. Devido aos problemas, a agremiação perdeu décimos no quesito Evolução, obtendo novamente o vice-campeonato da Série A, dessa vez, com sete décimos de diferença para o campeão, Paraíso do Tuiuti. A UPM recebeu os prêmios Gato de Prata, SRzd, e S@mba-Net de melhor escola.
- 2017: "Ossain: O Poder da Cura"

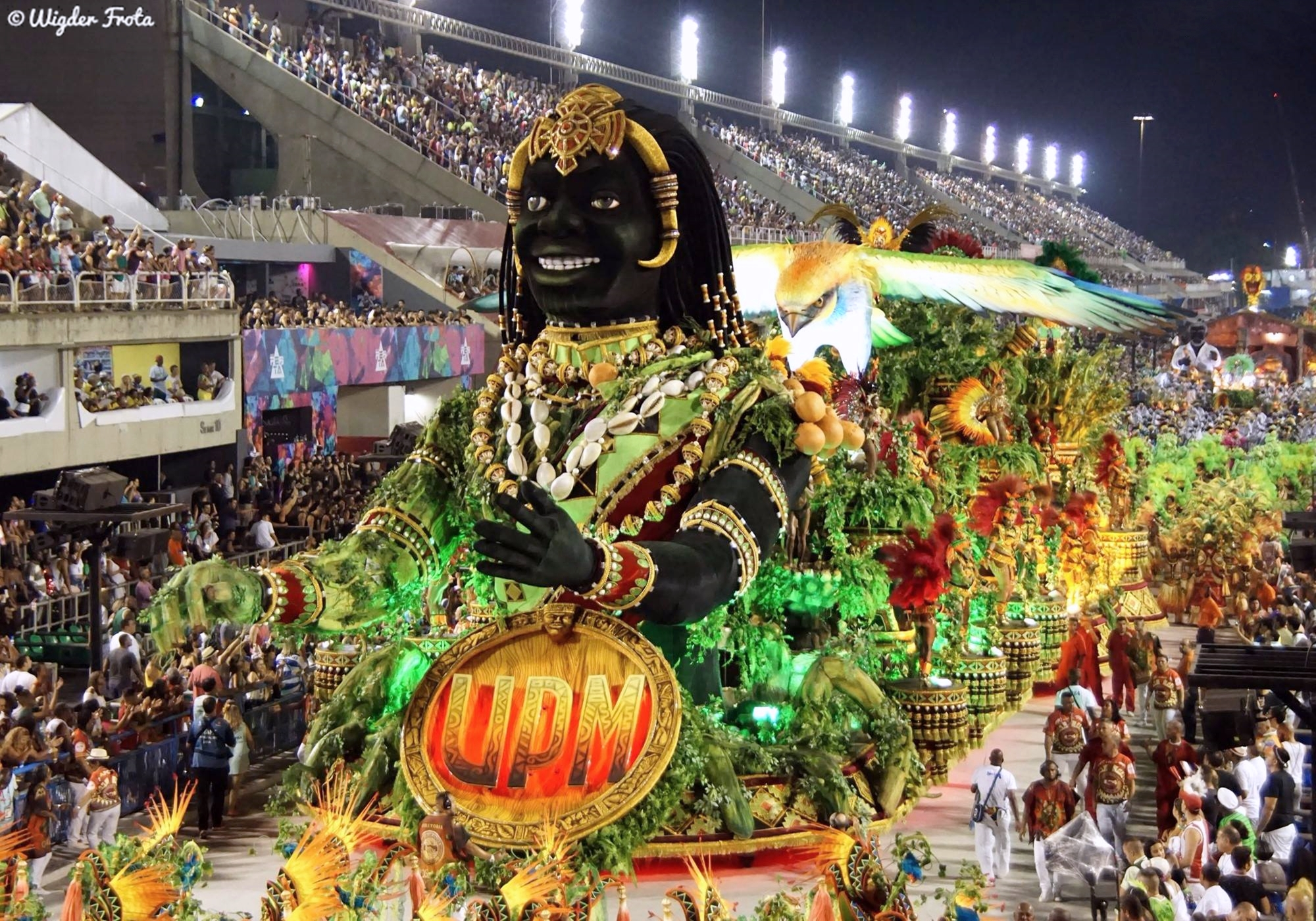
Desfile da UPM do carnaval de 2017.

Para o carnaval de 2017, a UPM realizou um desfile sobre Ossain, o orixá das folhas e da cura. Pixulé assumiu o posto de intérprete oficial, substituindo Luizinho Andanças. A Unidos foi a quinta escola a se apresentar na segunda noite da Série A de 2017. Durante a apresentação para a segunda cabine de jurados, a primeira porta-bandeira da escola, Jéssica Ferreira, caiu enquanto finalizava sua apresentação. Jéssica foi levada ao hospital, onde foi diagnosticada uma entorse no joelho. Seu par, Vinícius Antunes, seguiu desfilando sozinho por alguns minutos, sendo aplaudido pelo público, até a chegada da segunda porta-bandeira da escola, Cássia Maria, que substituiu Jéssica no último módulo de julgamento. Devido ao incidente, a escola perdeu pontos nos quesitos Mestre-sala e Porta-bandeira (nove décimos) e Evolução (um décimo), se classificando em quarto lugar. Apesar dos problemas, a Unidos recebeu cinco prêmios de melhor escola da Série A: Estandarte de Ouro; Prêmio SRzd; Gato de Prata; e Troféu Sambista. O samba-enredo da agremiação também foi o mais premiado do grupo, recebendo o Estandarte de Ouro, o Troféu Sambista e o prêmio Estrela do Carnaval.
- 2018: "O Eldorado Submerso: Delírio Tupi-Parintintin"

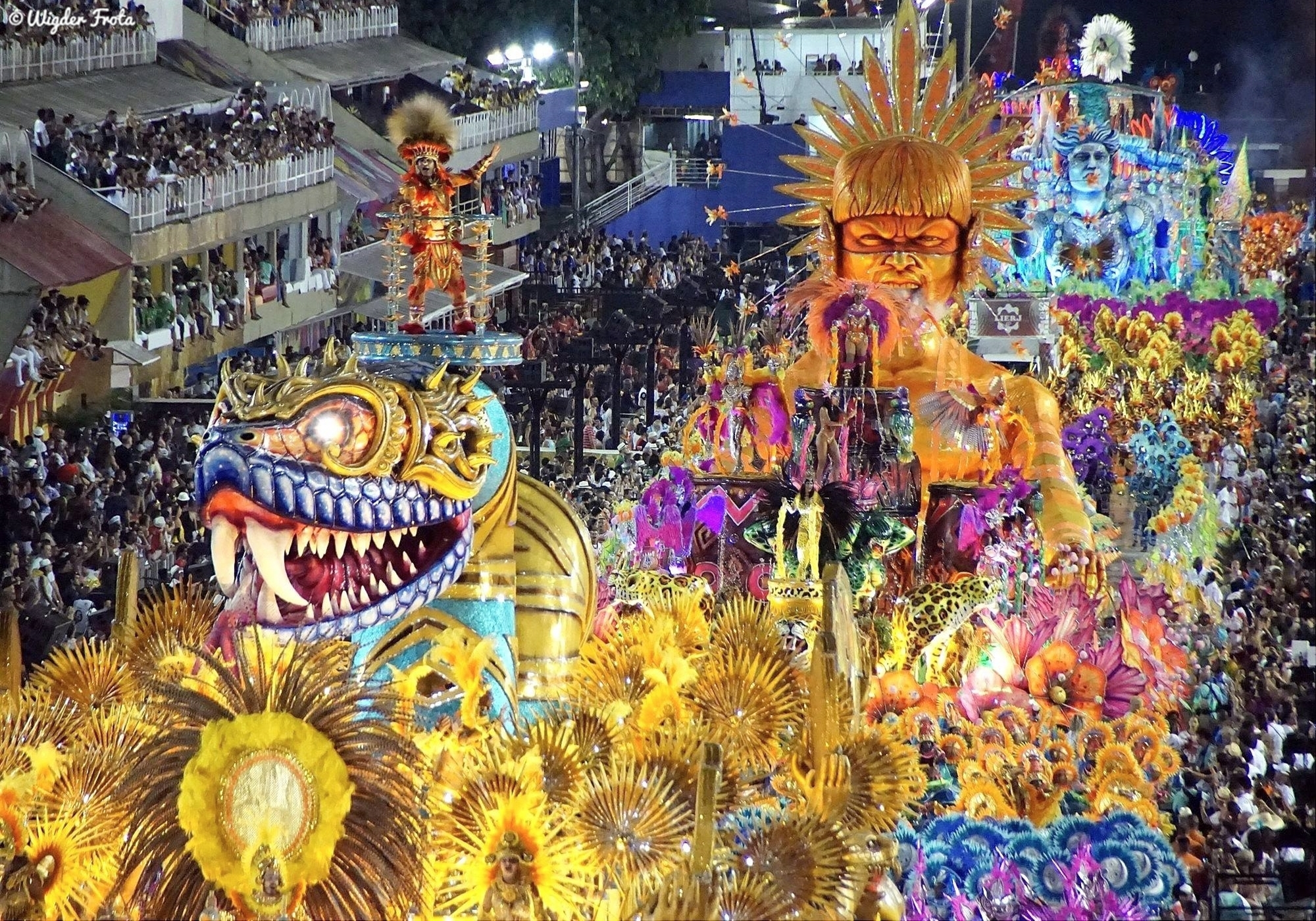
Desfile da Unidos do carnaval de 2018.

O carnaval de 2018 teve um período de preparação conturbado. Em junho de 2017, a Prefeitura do Rio anunciou o corte de 50% do repasse de verbas públicas para as escolas de samba. A decisão gerou grande polêmica visto que em sua campanha à Prefeitura, Marcelo Crivella prometeu manter o patrocínio às escolas. Bispo licenciado da Igreja Universal do Reino de Deus, Crivella também foi acusado de ser influenciado pela sua religião ao cortar parte da verba do carnaval. Musa da escola em 2017, Alice Alves assumiu o posto de rainha de bateria, substituindo Karina Costa. A Unidos contratou o carnavalesco João Vitor Araújo, que estava na Acadêmicos da Rocinha. João desenvolveu um enredo baseado numa passagem do livro Órfãos do Eldorado, de Milton Hatoum, sobre uma cidade imaginária que fica no fundo do Rio Amazonas e cujos habitantes são encantados. O desfile da escola foi elogiado pela crítica carnavalesca e recebeu gritos de "é campeã!" do público presente no sambódromo. A agremiação também recebeu a maioria dos prêmios de melhor escola, incluindo Estrela do Carnaval; SRzd; Troféu Nota 10; Sambario Explosão in Samba e Troféu Vai dar Samba. O samba-enredo da agremiação também foi o mais premiado do grupo, recebendo os prêmios Estrela do Carnaval; S@mba-Net; Sambario; e Troféu Sambista. Pela terceira vez em quatro anos, a Unidos obteve o vice-campeonato da Série A, dessa vez, por três décimos de diferença para a campeã, Viradouro.
- 2019: "Qualquer Semelhança não Terá Sido Mera Coincidência"

A escola manteve toda a sua equipe para o carnaval de 2019. Karina Costa retornou ao posto de rainha de bateria após um ano fora. O carnavalesco João Vitor Araújo desenvolveu um enredo sobre a obra do escritor e dramaturgo Dias Gomes, morto vinte anos antes, em 1999. Pelo segundo ano consecutivo, o prefeito Marcelo Crivella cortou 50% da verba destinada às escolas que desfilam no Sambódromo. A Unidos enfrentou chuva na concentração do desfile, o que prejudicou detalhes de suas fantasias e alegorias. Na pista, a escola teve problemas de evolução. A agremiação desfilou de forma lenta e, no final, precisou acelerar o passo. A "corrida" dos componentes fez a agremiação abrir um buraco na frente do segundo módulo, corrigido pouco antes da terceira cabine. Com o problema, algumas alas também perderam o alinhamento. A Unidos ainda ultrapassou o tempo limite de desfile em três minutos, o que lhe gerou uma penalização de três décimos. Com os problemas, a escola obteve o sexto lugar da Série A, seu pior resultado desde 2013.

### Década de 2020
- 2020: "Ginga"

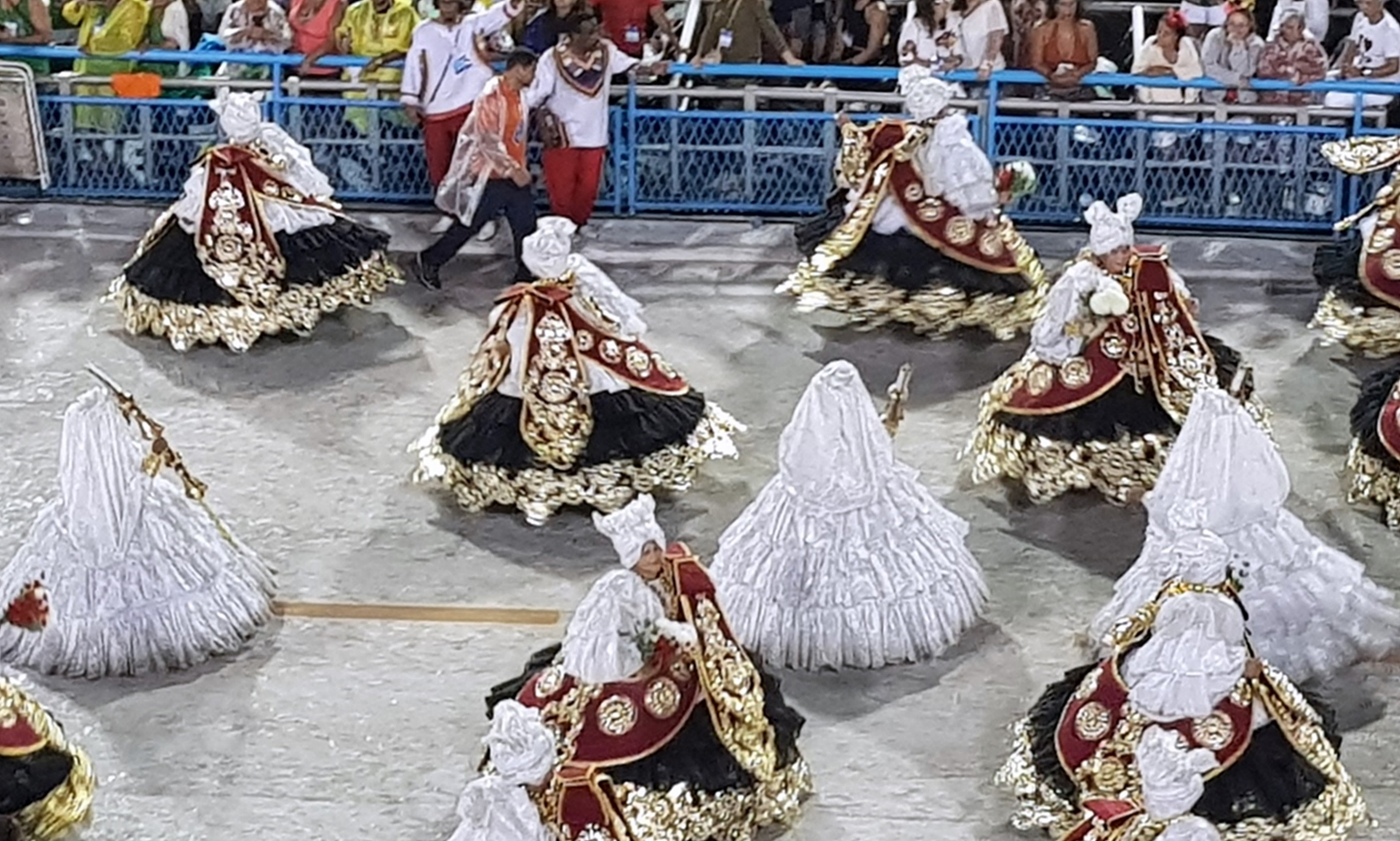
Ala de baianas da UPM no carnaval de 2020.

Em junho de 2019, Renato Maroto foi eleito o novo presidente da UPM, tendo Willie Baracho como vice-presidente. Empresário e morador de Padre Miguel, Renato fez parte da ala de compositores da escola e, desde 2012, fazia parte do quadro de diretores da agremiação. Ex-presidente do Salgueiro, Regina Celi, assumiu o posto de Presidente de Honra da UPM. Após dois anos cortando a verba pela metade, o prefeito Marcelo Crivella decidiu cortar integralmente a subvenção das escolas que desfilam no Sambódromo. Para o carnaval de 2020, a UPM perdeu alguns segmentos como o carnavalesco João Vitor Araújo, o diretor de harmonia e o cantor Pixulé. A escola contratou o carnavalesco Fábio Ricardo para assinar o carnaval e o interprete Diego Nicolau para assumir o microfone principal da escola. No dia 6 de setembro de 2019, a escola oficializou a troca de seu símbolo oficial: o boi vermelho, que era o símbolo da escola em seus primórdios, voltou a estampar o pavilhão da agremiação. Inicialmente, a escola havia anunciado um tema sobre a pintora Tarsila do Amaral, mas justificando um reposicionamento de projeto, trocou o tema por um enredo sobre a história da capoeira. Pela quarta vez em seis anos, a Unidos obteve o vice-campeonato da Série Ouro, dessa vez, com quatro décimos de diferença para a campeã, Imperatriz Leopoldinense.
- 2021/2022: "Irokô - É Tempo de Xirê"

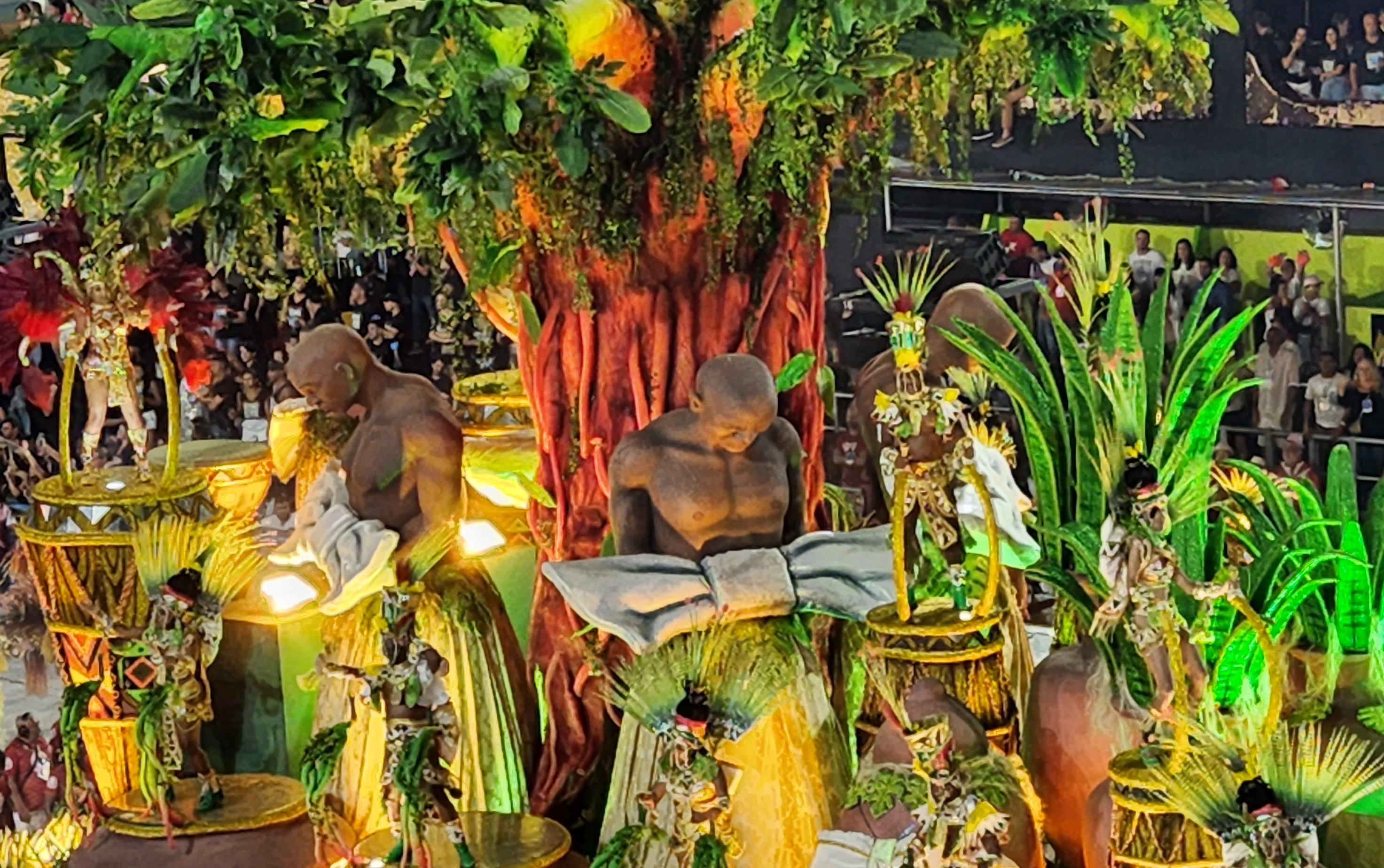
Desfile da UPM no carnaval de 2022.

Com o retorno de Eduardo Paes à Prefeitura do Rio de Janeiro, a subvenção voltou a ser paga às agremiações. A Unidos acertou a volta do carnavalesco Edson Pereira, que desenvolveu um enredo sobre o "Orixá-Árvore" Irokô. Para reforçar o carro de som, contratou Guto, ex-intérprete da Sossego, para dividir o microfone principal com Diego Nicolau. No período de preparação para o desfile originalmente agendado para 2021, em meio a pandemia da Covid-19, a UPM foi a primeira escola a realizar sua disputa de samba-enredo de forma online, com transmissão pelo YouTube, entre os meses de julho e agosto de 2020. Devido ao avanço da pandemia em todo o mundo, o desfile das escolas de samba de 2021 foi cancelado, sendo a primeira vez, desde a criação do concurso, em 1932, que o evento não foi realizado. Com o agravamento da pandemia, as escolas paralisaram as atividades presenciais nas quadras e barracões, mas seguiram se programando para o desfile futuro. No final de 2021, com a campanha de vacinação contra a COVID e a diminuição de mortes pela doença, as escolas retomaram os ensaios para o carnaval de 2022. Por causa do aumento dos casos de COVID no país, devido ao avanço da variante Ómicron, o desfile das escolas de samba que ocorreriam no carnaval de 2022 foram adiados para abril do mesmo ano, durante o feriado de Tiradentes. A UPM entrou na avenida na madrugada de 22 de abril, e fez uma correta apresentação nos quesitos plásticos, mas cometeu erros de evolução, se classificando em quinto lugar na Série Ouro.
- 2023: "Baião de Mouros"

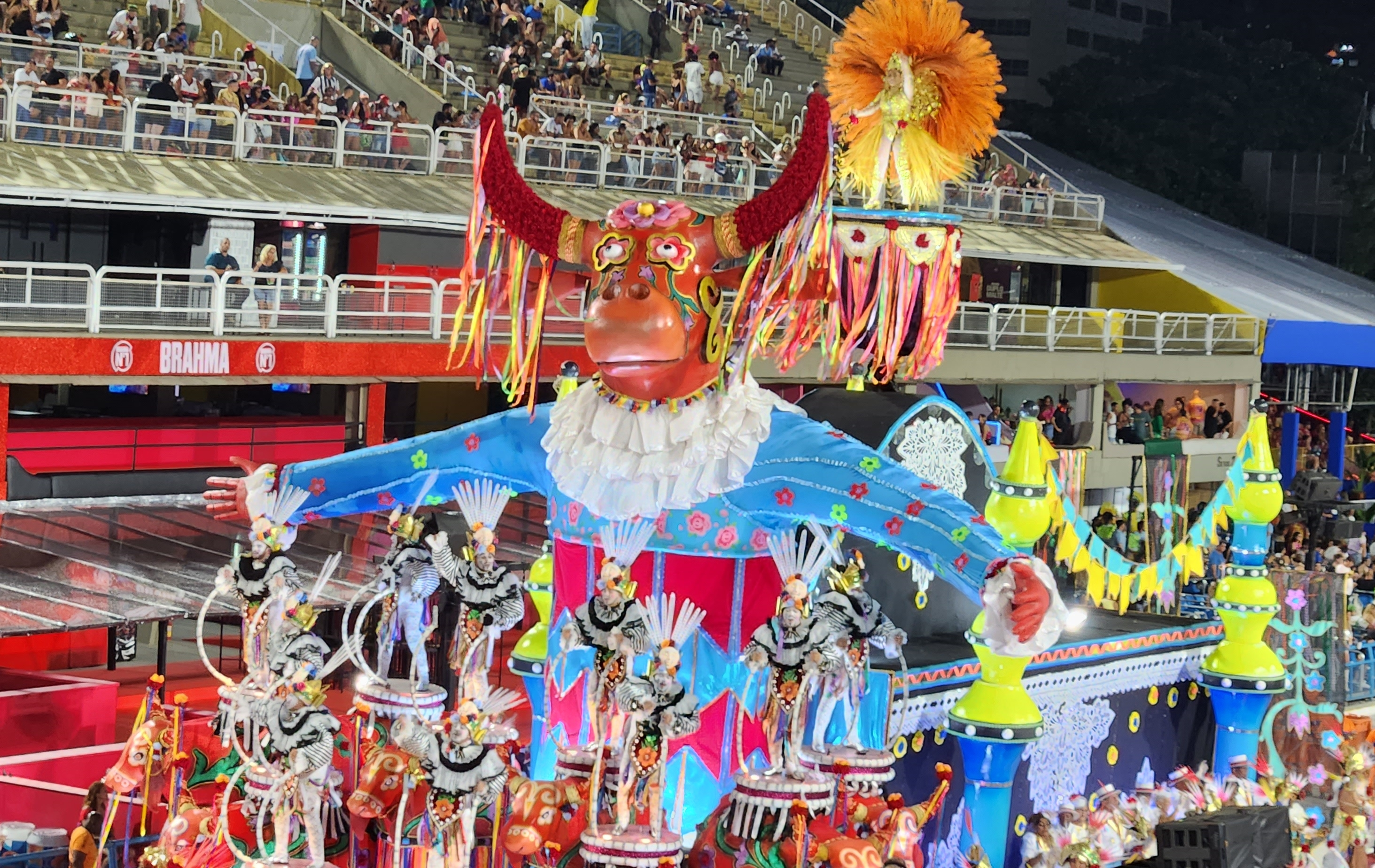
Desfile da UPM no carnaval de 2023.

Para o carnaval de 2023, a Unidos mexeu em alguns segmentos. Para comandar o carro de som, contratou o experiente Bruno Ribas. No desenvolvimento do desfile, Edson Pereira renovou seu vínculo e ganhou a companhia de Wagner Gonçalves, egresso da Estácio. Thalita Zampirolli assumiu o posto de rainha de bateria. Inicialmente, a escola anunciou como enredo a história da Festa da Boa Morte, realizada no município de Cachoeira, na Bahia. Dias após o anúncio, no entanto, representantes da Irmandade da Boa Morte rejeitaram a homenagem ao alegar que as irmãs não haviam sido consultadas pela agremiação para aprovar o tema. Posteriormente, em carta aberta, a UPM alegou uma falha de comunicação, pediu desculpas à Irmandade e anunciou o cancelamento do enredo. Com o reposicionamento do projeto, a escola anunciou um novo tema, “Baião de Mouros”, que fala sobre a influência Árabe, Moura e Muçulmana no Nordeste brasileiro. A escola foi a vice-campeã da Série Ouro com dois décimos de diferença para a campeã, Porto da Pedra. Foi o quinto vice-campeonato da UPM em oito anos.
- 2024: "O Redentor do Sertão"

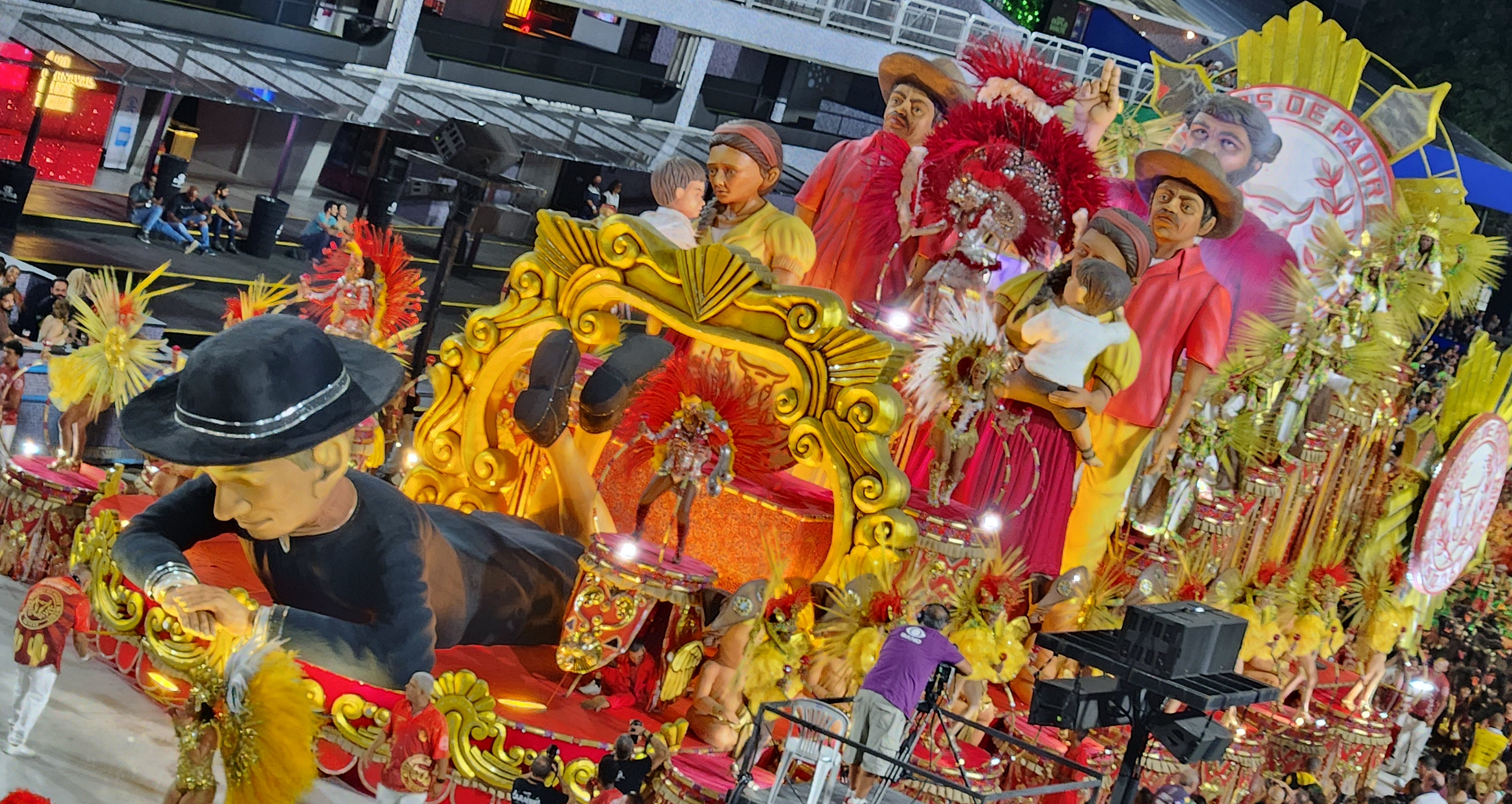
Carro abre-alas da Unidos no carnaval de 2024.

Na preparação para o carnaval de 2024, a Unidos dispensou os carnavalescos Edson Pereira e Wagner Gonçalves. Para o posto, foi contratado Lucas Milato, egresso da Inocentes de Belford Roxo. No entanto, após uma conversa com a diretoria, Edson Pereira decidiu por permanecer na escola, passando a formar dupla com Milato, desenvolvendo juntos um enredo sobre a vida de Padre Cícero e suas benfeitorias a partir do imaginário popular. Na direção de carnaval, Cícero Costa passou a dividir a função com a filha, Lara Mara. Com uma apresentação tecnicamente perfeita em todos os quesitos, a Unidos de Padre Miguel conquistou o título da Série Ouro ao obter os 270 pontos possíveis e garantiu o acesso ao Grupo Especial em 2025, retornando a elite do carnaval carioca após 52 anos.
- 2025: "Egbé Iyá Nassô"

Para o carnaval de 2025, a escola contratou o carnavalesco multicampeão Alexandre Louzada para formar dupla com Lucas Milato, substituindo Edson Pereira. Coreografo da Comissão de Frente da escola desde 2014, David Lima foi transferido para a função de Diretor Artístico, ficando responsável pelas coreografias de alas e alegorias. Sérgio Lobato, que estava na Unidos da Tijuca, assumiu a direção da Comissão de Frente da UPM. Para seu retorno a primeira divisão, a Unidos escolheu um enredo em homenagem a Iá Nassô, uma das três fundadoras do Candomblé da Barroquinha, que deu origem ao mais antigo templo afro-brasileiro em funcionamento, a Casa Branca do Engenho Velho, nomeado Ilê Axé Iyá Nassô Oká em homenagem a Iá Nassô. Especialistas elogiaram o desfile, destacando a imponência dos quesitos visuais. Na apuração, a Unidos se classificou em último lugar, sendo rebaixada novamente para a segunda divisão. A escola contestou as notas recebidas, após alegações de falha na transmissão do som e também com acusações de racismo e intolerância religiosa à jurada Ana Paula Fernandes, que tirou três décimos da agremiação no quesito Samba-Enredo pelo "excesso de termos em iorubá". O presidente da LIESA, Gabriel David, reconheceu que a Unidos foi mal julgada e sofreu preconceito, afirmando que levaria o caso à plenária reunindo as escolas do Grupo Especial e para o Ministério Público visando uma solução, uma vez que em 2019, a LIESA e o Ministério Público assinaram um TAC que proíbe a interferência da Liga no resultado final. A escola entrou com recurso junto à Liga, que foi negado. Com isso, a escola teve o descenso à segunda divisão confirmado. Após os desfiles, a escola anunciou as saídas do carnavalesco Alexandre Louzada, do coreógrafo Sérgio Lobato e do mestre de bateria Dinho. 
- 2026

Aos 20 anos de idade, Lara Mara assumiu a presidência da escola. Nos dois carnavais anteriores, ela fazia parte da direção de carnaval, dividindo a função com o pai, Cícero Costa.

## Carnavais
| * Sem informação disponível |

| Unidos de Padre Miguel | Unidos de Padre Miguel                                        | Unidos de Padre Miguel                                        | Unidos de Padre Miguel | Unidos de Padre Miguel                                        | Unidos de Padre Miguel |
| Ano                    | Colocação                                                     | Grupo                                                         | Enredo | Carnavalesco(a)                                               | Ref.                   |
| ---------------------- | ------------------------------------------------------------- | ------------------------------------------------------------- | --- | ------------------------------------------------------------- | ---------------------- |
| 1959                   | Campeã (promovida)                                            | Grupo 2 (segunda divisão)                                     | "Lampião" (Samba-enredo composto por Hélio Silva) | Valter Monteiro                                               | [ 106 ]                |
| 1960                   | 5.º lugar                                                     | Grupo 1 (primeira divisão)                                    | "Ato da Aclamação" | João Jerônimo (Moreno)                                        | [ 107 ]                |
| 1961                   | 10.º lugar (rebaixada)                                        | Grupo 1 (primeira divisão)                                    | "Exaltação aos Ex-Combatentes" | *                                                             |                        |
| 1962                   | 10.º lugar                                                    | Grupo 2 (segunda divisão)                                     | "Cinco Fatos Históricos" | *                                                             |                        |
| 1963                   | Vice-campeã (promovida)                                       | Grupo 2 (segunda divisão)                                     | "Costumes e Tradição do Rio Grande do Sul" | Valter Monteiro                                               | [ 108 ]                |
| 1964                   | 9.º lugar (rebaixada)                                         | Grupo 1 (primeira divisão)                                    | "Feira na Bahia" | *                                                             |                        |
| 1965                   | 12.º lugar                                                    | Grupo 2 (segunda divisão)                                     | "Viagem Através do Rio" | *                                                             |                        |
| 1966                   | 7.º lugar                                                     | Grupo 2 (segunda divisão)                                     | "Conquista de Araci" (Samba-enredo composto por Monarco) | *                                                             | [ 109 ]                |
| 1967                   | 4.º lugar                                                     | Grupo 2 (segunda divisão)                                     | "O Penacho do Capitão-Mor" (Samba-enredo composto por: Tininho e Loiola) | *                                                             | [ 110 ]                |
| 1968                   | 8.º lugar                                                     | Grupo 2 (segunda divisão)                                     | "Salões e Damas do Segundo Império" | *                                                             |                        |
| 1969                   | 7.º lugar                                                     | Grupo 2 (segunda divisão)                                     | "Três Lendas de Amor" | *                                                             |                        |
| 1970                   | Vice-campeã (promovida)                                       | Grupo 2 (segunda divisão)                                     | "Homenagem ao Poema 'Primaveras' de Casimiro de Abreu" (Samba-enredo composto por: Paulo) | *                                                             | [ 111 ]                |
| 1971                   | 10.º lugar                                                    | Grupo 1 (primeira divisão)                                    | "O Samba do Crioulo Doido - Homenagem a Sérgio Porto" (Samba-enredo composto por: Nelson Oliveira e Duduca da Aliança) | Comissão de Carnaval                                          | [ 112 ]                |
| 1972                   | 12.º lugar (rebaixada)                                        | Grupo 1 (primeira divisão)                                    | "Madureira, Seu Samba, Sua História" (Samba-enredo composto por: Duduca da Aliança) | Júlio Mattos                                                  | [ 113 ]                |
| 1973                   | 16.º lugar (rebaixada)                                        | Grupo 2 (segunda divisão)                                     | "Cazuza" (Samba-enredo composto por: Fidélis Dutra) | Valdemir dos Santos                                           | [ 114 ]                |
| 1974                   | Campeã (promovida)                                            | Grupo 3 (terceira divisão)                                    | "Lampião, Cangaço e Nordeste" | Luiz Caetano                                                  | [ 115 ]                |
| 1975                   | 17.º lugar                                                    | Grupo 2 (segunda divisão)                                     | "Resplendor de Um Grande Festival" | *                                                             |                        |
| 1976                   | 18.º lugar (rebaixada)                                        | Grupo 2 (segunda divisão)                                     | "Ajuricaba, Um Herói Amazonense" (Samba-enredo composto por: Gordo e Zé Carne Seca) | *                                                             | [ 116 ]                |
| 1977                   | 7.º lugar                                                     | Grupo 3 (terceira divisão)                                    | "Ginga, a Rainha da Congada" | César de Azevedo                                              | [ 117 ]                |
| 1978                   | 5.º lugar (rebaixada)                                         | Grupo 3 (terceira divisão)                                    | "Festa de Iemanjá" (Samba-enredo composto por: Guilherme Pareta, Guilherme Esteves e Ubirajara Brasil) | Guilherme Martins, Antônio Andrade e Djalma Santos            | [ 118 ] [ 119 ]        |
| 1979                   | 9.º lugar                                                     | Grupo 2B (quarta divisão)                                     | "Orlando Silva" | *                                                             | [ 120 ]                |
| 1980                   | 5.º lugar                                                     | Grupo 2B (quarta divisão)                                     | "As Riquezas de Minas Gerais" | *                                                             | [ 121 ]                |
| 1981                   | 3.º lugar                                                     | Grupo 2B (quarta divisão)                                     | "Aí Vem Dezembro" (Samba-enredo composto por: Robertinho 17) | Carlos Henrique                                               | [ 122 ] [ 123 ]        |
| 1982                   | 7.º lugar                                                     | Grupo 2B (quarta divisão)                                     | "Ari Barroso, o Gênio Imortal" (Samba-enredo composto por: Jonas e Almir Paiva) | Carlos Henrique                                               | [ 124 ] [ 125 ]        |
| 1983                   | Vice-campeã (promovida)                                       | Grupo 2B (quarta divisão)                                     | "Festa da Mãe-d'Água" | José Eugênio                                                  | [ 126 ] [ 127 ]        |
| 1984                   | Campeã (promovida)                                            | Grupo 2A (terceira divisão)                                   | "O Quilombo dos Palmares" | Arlindo Rodrigues                                             | [ 128 ] [ 129 ]        |
| 1985                   | 10.º lugar (rebaixada)                                        | Grupo 1B (segunda divisão)                                    | "Folia, Amor e Fantasia" (Samba-enredo composto por: Jorge Andorinha e Carlinhos Caldeira) | *                                                             | [ 130 ] [ 131 ]        |
| 1986                   | 8.º lugar                                                     | Grupo 2A (terceira divisão)                                   | "E aí o Homem Entrou na Guerra com a Natureza" | *                                                             | [ 132 ]                |
| 1987                   | 10.º lugar                                                    | Grupo 3 (terceira divisão)                                    | "Meu Irmão de Cor, Meu Irmão de Fé" (Samba-enredo composto por: Gepinho e Carlinhos) | Gil Rincon                                                    | [ 133 ]                |
| 1988                   | 11.º lugar                                                    | Grupo 3 (terceira divisão)                                    | "Valongo" | *                                                             | [ 134 ]                |
| 1989                   | 10.º lugar (rebaixada)                                        | Grupo 3 (terceira divisão)                                    | "O Grito e o Eco" | Valdir Madureira                                              | [ 118 ]                |
| 1990                   | A escola não desfilou, sendo rebaixada para a última divisão. | A escola não desfilou, sendo rebaixada para a última divisão. | A escola não desfilou, sendo rebaixada para a última divisão. | A escola não desfilou, sendo rebaixada para a última divisão. |                        |
| 1991                   | 5.º lugar                                                     | Avaliação (quinta divisão)                                    | "Vamos Dizer não à Destruição" | Valdir Madureira                                              | [ 135 ]                |
| 1992                   | 6.º lugar                                                     | Avaliação (quinta divisão)                                    | "Brasil Folclórico" | *                                                             | [ 118 ]                |
| 1993                   | 7.º lugar                                                     | Avaliação (quinta divisão)                                    | "Tirei da Mente o que não Tinha no Bolso" | Sócrates e Didi                                               | [ 118 ] [ 136 ]        |
| 1994                   | 7.º lugar                                                     | Avaliação (quinta divisão)                                    | "Parabéns para Quem? Vamos Comemorar o quê?" (Samba-enredo composto por: Guará, Amauri e Marquinhos) | *                                                             | [ 118 ] [ 137 ]        |
| 1995                   | Vice-campeã (promovida)                                       | Grupo 2 (quinta divisão)                                      | "Tahira-can, o Homem Estrela" | Grace Morgado e Elmo Evangelista                              | [ 118 ]                |
| 1996                   | 11.º lugar (rebaixada)                                        | Grupo C (quarta divisão)                                      | "Uma Festa Caipira no Mês de Fevereiro" | *                                                             | [ 118 ]                |
| 1997                   | 8.º lugar                                                     | Grupo D (quinta divisão)                                      | "Frutos do Mar" | *                                                             | [ 118 ]                |
| 1998                   | 7.º lugar                                                     | Grupo D (quinta divisão)                                      | "Pelo Seu Vôo Quero me Guiar para a Amazônia" | Ronaldo                                                       | [ 118 ]                |
| 1999                   | 4.º lugar (promovida)                                         | Grupo D (quinta divisão)                                      | "Paixão Carioca" | Fernando Muniz                                                | [ 118 ]                |
| 2000                   | 5.º lugar                                                     | Grupo C (quarta divisão)                                      | "Bahia de Todos os Negros" | Cidinho                                                       | [ 118 ]                |
| 2001                   | 12.º lugar (rebaixada)                                        | Grupo C (quarta divisão)                                      | "Trinca de Ouro - Mocidade e Seus Tesouros" (Samba-enredo composto por: Gule, Marquinho do Cavaco, Edson Carvalho, Tia Nete e Cesar Neguinho) | By Lucas                                                      | [ 118 ] [ 138 ]        |
| 2002                   | 12.º lugar (rebaixada)                                        | Grupo D (quinta divisão)                                      | "Brasil de Ouro, Cinco Séculos de Tesouro" | Jaime da Silva                                                | [ 118 ]                |
| 2003                   | 6.º lugar                                                     | Grupo E (sexta divisão)                                       | "Unidos pela Preservação, Somos Mensageiros da Floresta" (Samba-enredo composto por: Grupo Te Contei) | Chiquinho Murta                                               | [ 118 ] [ 139 ]        |
| 2004                   | Vice-campeã (promovida)                                       | Grupo E (sexta divisão)                                       | "Bangu, Glórias em Séculos de Histórias" (Samba-enredo composto por: Marquinho do Cavaco, Fernando Piá e Fernando Mansinho) | Márcio Marins                                                 | [ 140 ]                |
| 2005                   | Campeã (promovida)                                            | Grupo D (quinta divisão)                                      | "Abram Alas que Eu Quero Passar. Sou Carnaval Carioca, Sou Unidos de Padre Miguel" (Samba-enredo composto por: Fernando Mansinho, Marquinho do Cavaco, Fernando Piá, Paulo Henrique e Toninho do Trayller)                                                                        | André Cézari                                                  | [ 141 ] [ 142 ]        |
| 2006                   | Campeã (promovida)                                            | Grupo C (quarta divisão)                                      | "Das Lágrimas de Tupã, Nasce o Fruto Divino: o Guaraná" (Samba-enredo composto por: Edson Carvalho, Cesar Neguinho, Gule, Tostão e Leco da Alerj) | Edson Pereira                                                 | [ 143 ] [ 144 ]        |
| 2007                   | 6.º lugar                                                     | Grupo B (terceira divisão)                                    | "Unidos pelos Caminhos da Fé, Desbravando os Carnavais" (Samba-enredo composto por: Tuninho, Marquinho, Gúle, Diego, Fernando, Fernando Piá e Leco da Alerj) | Edson Pereira                                                 | [ 145 ] [ 146 ]        |
| 2008                   | 3.º lugar                                                     | Grupo B (terceira divisão)                                    | "No Reino das Águas de Olokun" (Samba-enredo composto por: Toninho do Trayller, Diego Rodrigues, Cabeça, Amendoim do Samba e Cicinho) | Edson Pereira                                                 | [ 104 ]                |
| 2009                   | Campeã (promovida)                                            | Grupo B (terceira divisão)                                    | "Vinho, Néctar dos Deuses - A Celebração da Vida" (Samba-enredo composto por: Serginho Aguiar, Andrezinho, Sandro Avelar, Luiz Fernando e Thiago) | Edward Moraes e Guilherme Alexandre                           | [ 147 ]                |
| 2010                   | 11.º lugar (rebaixada)                                        | Grupo A (segunda divisão)                                     | "Aço - Universo Presente na Riqueza da Terra - o Futuro a Ti Pertence!" (Samba-enredo composto por: Serginho Aguiar, Andrezinho, Sandro Avelar, Luiz Fernando e Thiago) | Edward Moraes e Guilherme Alexandre                           | [ 148 ] [ 149 ]        |
| 2011                   | 3.º lugar                                                     | Grupo B (terceira divisão)                                    | "Hilária Batista de Almeida" (Samba-enredo composto por: Beto Felício, Marcelo Maninho, Washingtom Maninho e Flavinho Bento) | Fábyo Santos                                                  | [ 150 ]                |
| 2012                   | 3.º lugar (promovida)                                         | Grupo B (terceira divisão)                                    | "Arte - Um Universo Fascinante" (Samba-enredo composto por: Jorginho Medeiros, Marcelo Maninho, Walace Harmonia, Wilton Reis e Flavinho Bento) | Reyla Ravache, Wallacy Vinicyos e Wilsinho Mendes             | [ 151 ] [ 152 ]        |
| 2013                   | 7.º lugar                                                     | Série A (segunda divisão)                                     | "O Reencontro Entre o Céu e a Terra no Reino de Alá Àfin Oyó" (Samba-enredo composto por: Pedrinho da Flor, Fernando Pia, Jefinho Rodrigues, Jorginho Medeiros e Tuninho do Trailer)                                                                                              | Edson Pereira                                                 | [ 153 ] [ 154 ]        |
| 2014                   | 3.º lugar                                                     | Série A (segunda divisão)                                     | "Decifra-me ou Te Devoro: Enigmas - Chaves da Vida" (Samba-enredo composto por: Arlindo Neto, Pedrinho da Flor, Jefinho Rodrigues, Jorginho Medeiros, Lauro Silva e Fernando Piá)                                                                                                 | Edson Pereira                                                 | [ 155 ]                |
| 2015                   | Vice-campeã                                                   | Série A (segunda divisão)                                     | "O Cavaleiro Armorial Mandacariza o Carnaval" (Samba-enredo composto por: Jr. Beija-Flor, Toninho do Trailer, Ribeirinho, Lauro Silva, Diego Rodrigues, W. Correa, Carlinho do Mercadinho e Cabeça)                                                                               | Edson Pereira                                                 | [ 156 ] [ 157 ]        |
| 2016                   | Vice-campeã                                                   | Série A (segunda divisão)                                     | "O Quinto dos Infernos" (Samba-enredo composto por Marcelo do Rap, Toninho do Trailler, Samir Trindade, Jr. Beija-Flor, Thiago Alves, Alan Santos, Pebo Pinheiro, Alair Perobelli, Wallace Harmonia e Diego Rodrigues)                                                            | Edson Pereira                                                 | [ 158 ]                |
| 2017                   | 4.º lugar                                                     | Série A (segunda divisão)                                     | "Ossain: O Poder da Cura" (Samba-enredo composto por W. Corrêa, Samir Trindade, Cláudio Russo, Marquinhos, Alan Santos, Jr. Beija-Flor, Carlinhos do Mercadinho, Cabeça do Ajax, Ribeirinho e Dilson Marimba)                                                                     | Edson Pereira                                                 | [ 159 ] [ 160 ]        |
| 2018                   | Vice-campeã                                                   | Série A (segunda divisão)                                     | "O Eldorado Submerso: Delírio Tupi-Parintintin" (Samba-enredo composto por Cláudio Russo, Xande de Pilares, W. Corrêa, Ribeirinho, Alan Santos, Toninho do Trayler, Carlinhos do Mercadinho, Cabeça do Ajax e Jefinho Rodrigues)                                                  | João Vitor Araújo                                             | [ 161 ]                |
| 2019                   | 6.º lugar                                                     | Série A (segunda divisão)                                     | "Qualquer Semelhança não Terá Sido Mera Coincidência" (Samba-enredo composto por Jefinho Rodrigues, Igor Leal, Jonas Marques, Wagner Santos, Gulle, Eli Penteado, Ruth Labre e Roni Pit’Stop)                                                                                     | João Vitor Araújo                                             | [ 162 ]                |
| 2020                   | Vice-campeã                                                   | Série A (segunda divisão)                                     | "Ginga" (Samba-enredo composto por Samir Trindade, Jr. Beija-Flor, Ribeirinho, Guto Biral , Davi Show Serrinho, Ricardo da G. Braga, Dilson PS Medeiros e Rômulo Presidente) | Fábio Ricardo                                                 | [ 163 ] [ 164 ]        |
| 2021                   | Desfile cancelado devido a pandemia de Covid-19               | Desfile cancelado devido a pandemia de Covid-19               | Desfile cancelado devido a pandemia de Covid-19 | Desfile cancelado devido a pandemia de Covid-19               | [ 83 ] [ 84 ]          |
| 2022                   | 5.º lugar                                                     | Série Ouro (segunda divisão)                                  | "Iroko - É Tempo de Xirê" (Samba-enredo composto por Chacal do Sax, Sidney Myngal, Jota Ilha Bela, Felipe Mussili, Alexandre Rivero, Júnior Diniz e Gabriel Simões) | Edson Pereira                                                 | [ 165 ]                |
| 2023                   | Vice-campeã                                                   | Série Ouro (segunda divisão)                                  | "Baião de Mouros" (Samba-enredo composto por Alexandre Rivero, Chacal do Sax, Felipe Mussili, Gabriel Simões, Maykon Rodrigues, Myngal, Rafael Faustino e Robertinho) | Edson Pereira e Wagner Gonçalves                              | [ 166 ]                |
| 2024                   | Campeã (promovida)                                            | Série Ouro (segunda divisão)                                  | "O Redentor do Sertão" (Samba-enredo composto por Cláudio Russo, Thiago Vaz, Richard Valença, W. Corrêa, Orlando Ambrosio, Miguel Dibo, Lico Monteiro e Cabeça do Ajax) | Edson Pereira e Lucas Milato                                  | [ 94 ]                 |
| 2025                   | 12.º lugar (rebaixada)                                        | Especial (primeira divisão)                                   | "Egbé Iyá Nassô" (Samba-enredo composto por: Thiago Vaz, W. Corrêa, Richard Valença, Diego Nicolau, Orlando Ambrósio, Renan Diniz, Miguel Dibo, Cabeça Do Ajax, Chacal do Sax, Julio Alves, Igor Federal, Caio Alves, Camila Myngal, Marquinhos, Faustino Maykon e Claudio Russo) | Alexandre Louzada e Lucas Milato                              | [ 100 ]                |
| 2026                   |                                                               | Série Ouro (segunda divisão)                                  | Kunhã-Eté, o sopro sagrado da jurema | Lucas Milato                                                  | [ 167 ] [ 168 ]        |

## Títulos
| Títulos da Unidos de Padre Miguel | Títulos da Unidos de Padre Miguel | Títulos da Unidos de Padre Miguel |
| --------------------------------- | --------------------------------- | --------------------------------- |
| Divisão                           | Títulos                           | Carnavais                         |
| Segunda divisão                   | 2                                 | 1959, 2024                        |
| Terceira divisão                  | 3                                 | 1974, 1984, 2009                  |
| Quarta divisão                    | 1                                 | 2006                              |
| Quinta divisão                    | 1                                 | 2005                              |

## Premiações
A UPM é vencedora de diversas premiações, como Estandarte de Ouro (O Globo), considerado o "óscar do carnaval carioca"; Troféu Tupi (Super Rádio Tupi); S@mba-Net; Estrela do Carnaval; Prêmio SRzd; entre outras.

## Segmentos

### Presidentes
| Presidentes                         | Período       | Ref.            |
| ----------------------------------- | ------------- | --------------- |
| Haroldo de Carvalho                 | 1963          | [ 108 ]         |
| Luiz Caetano                        | 1974          | [ 115 ]         |
| Fernando Schmidt                    | 1983-1984     | [ 127 ] [ 129 ] |
| Osman Pereira Leite                 | 1985          | [ 131 ]         |
| Fernando Schmidt                    | 1986-1989     | [ 169 ]         |
| Valdir Madureira                    | 1990-1994     | [ 169 ] [ 137 ] |
| Valmir Barros Leite                 | 1999          | [ 170 ]         |
| Jacyra Rosalba                      | 2003          | [ 139 ]         |
| Djair Silva                         | 2004-2006     | [ 169 ]         |
| Roberto Carlos da Silva Costa       | 2007          | [ 169 ]         |
| Reinaldo Lucio da Silva (Madrugada) | 2008-2011     | [ 169 ] [ 1 ]   |
| Simões Gama                         | 2012-2014     | [ 169 ]         |
| Lenilson Leal                       | 2014-2019     | [ 171 ]         |
| Renato Maroto                       | 2020-2022     | [ 76 ]          |
| Lenilson Leal                       | 2023-2025     | [ 172 ]         |
| Lara Mara                           | 2025-presente |                 |

### Presidência de Honra
| Presidentes de honra | Mandato | Ref.   |
| -------------------- | ------- | ------ |
| Regina Celi          | 2019    | [ 77 ] |

### Intérpretes

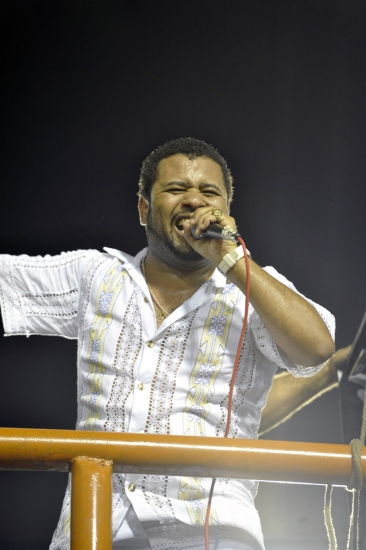
Bruno Ribas é o atual intérprete da UPM.

| Intérpretes         | Carnavais     | Ref.                                    |
| ------------------- | ------------- | --------------------------------------- |
| Ivan                | 1971-1972     | [ 112 ] [ 113 ]                         |
| Joel Rodrigues      | 1976          | [ 116 ]                                 |
| Abílio Martins      | 1981          | [ 123 ]                                 |
| Rutinha             | 1985          | [ 173 ]                                 |
| Rutinha             | 1987          | [ 174 ]                                 |
| Rutinha             | 1994          | [ 137 ]                                 |
| Grupo Te Contei     | 2003          | [ 175 ]                                 |
| João da Baiana      | 2005          | [ 176 ] [ 142 ]                         |
| Edson Carvalho      | 2006-2010     | [ 177 ] [ 178 ] [ 179 ] [ 180 ] [ 181 ] |
| Hugo Júnior         | 2011          | [ 182 ]                                 |
| Igor Vianna         | 2012          | [ 152 ]                                 |
| Marquinho Art'Samba | 2013-2015     | [ 154 ] [ 183 ] [ 184 ]                 |
| Luizinho Andanças   | 2016          | [ 185 ] [ 186 ]                         |
| Pixulé              | 2017-2019     | [ 187 ] [ 188 ] [ 189 ]                 |
| Diego Nicolau       | 2020-2022     | [ 190 ] [ 191 ] [ 192 ]                 |
| Bruno Ribas         | 2023-presente | [ 193 ] [ 194 ]                         |

### Mestre-sala e Porta-bandeira

#### Primeiro casal

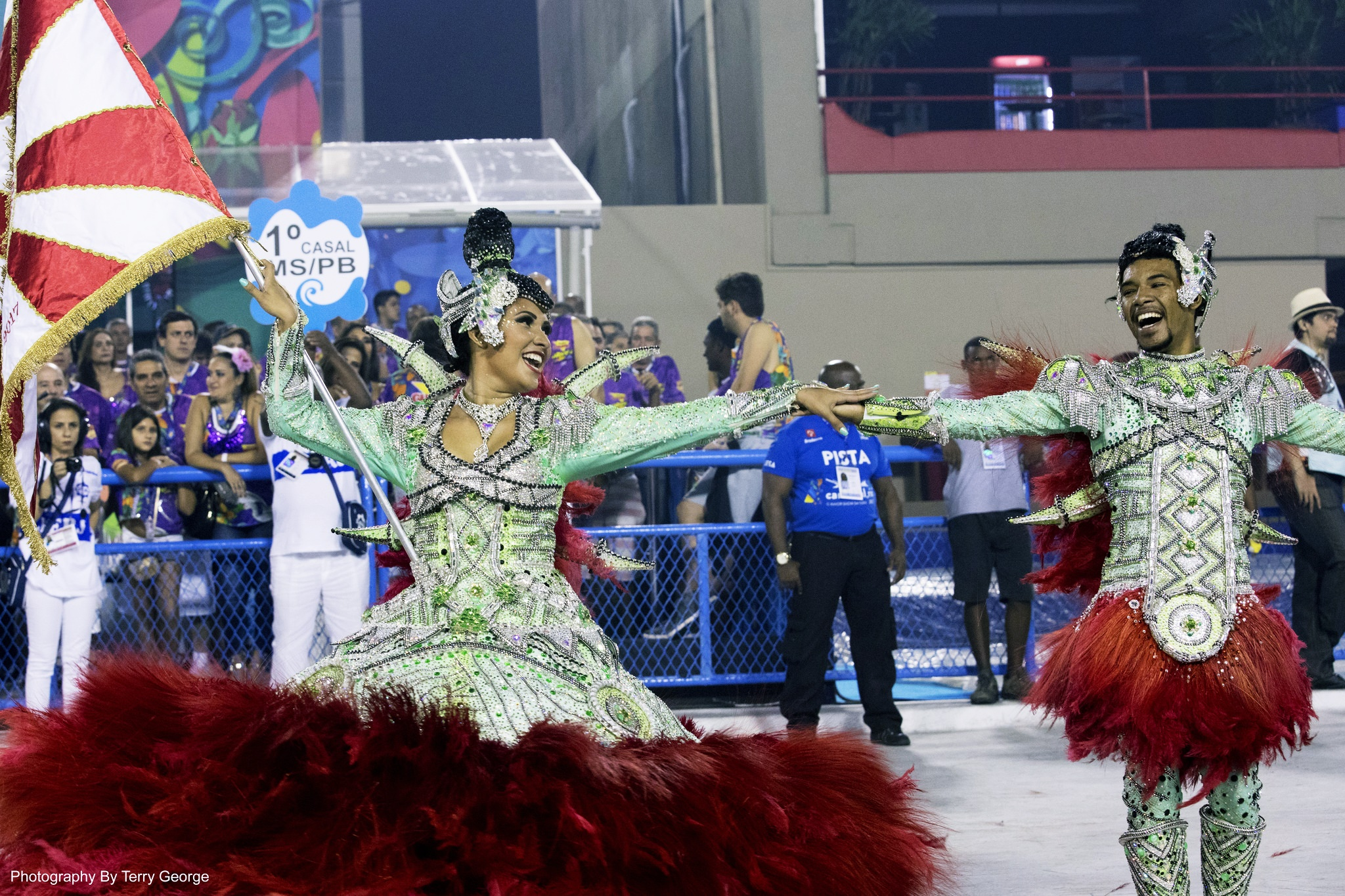
Jéssica Ferreira e Vinícius Antunes durante o desfile de 2017.

| Primeiro casal                       | Carnavais     | Ref.                    |
| ------------------------------------ | ------------- | ----------------------- |
| Carlinhos e Dinorá                   | 1963          | [ 108 ]                 |
| Marcelo Pacífico e Michelle          | 2004          |                         |
| Jéferson Nascimento e Viviane Silva  | 2005          | [ 142 ]                 |
| Jéferson Nascimento e Helida Gallego | 2006-2007     | [ 144 ] [ 146 ]         |
| Hugo Cesário e Luana Salles          | 2008          | [ 104 ]                 |
| Thetchelo e Érica Duarte             | 2009          | [ 147 ]                 |
| Vanderson Sodré e Fernanda Love      | 2010          | [ 149 ]                 |
| Paulo César e Helaine Bispo          | 2011-2013     | [ 182 ] [ 152 ] [ 154 ] |
| Vinícius Antunes e Jéssica Ferreira  | 2014-2025     | [ 195 ] [ 196 ]         |
| Marcinho Siqueira e Cristiane Caldas | 2026-presente | [ 197 ]                 |

#### Segundo casal
| Primeiro casal                                        | Carnavais     | Ref.                            |
| ----------------------------------------------------- | ------------- | ------------------------------- |
| Lazinho e Cinira                                      | 1963          | [ 108 ]                         |
| Roberto Carlos e Regina Maria                         | 2005          | [ 142 ]                         |
| Carlinho e Sheila Narciso de Araújo                   | 2006          | [ 144 ]                         |
| Fábio Rodrigues Cavalcanti e Sheila Narciso de Araújo | 2007          | [ 146 ]                         |
| Fábio Rodrigues Cavalcanti e Michelle                 | 2008          | [ 104 ]                         |
| Fábio Rodrigues Cavalcanti e Sheila Narciso de Araújo | 2009          | [ 147 ]                         |
| Raphael Barcelos e Sheila Narciso                     | 2010          | [ 149 ]                         |
| Thiaguinho Mendonça e Amanda Poblete                  | 2011          | [ 182 ]                         |
| Vinícius Antunes e Larissa Muniz Pinto                | 2012          | [ 198 ]                         |
| Vinícius Antunes e Cássia Maria                       | 2013          | [ 154 ]                         |
| Ewerton Anchieta e Cássia Maria                       | 2014-2019     | [ 185 ] [ 187 ] [ 188 ] [ 189 ] |
| Emerson Faustino e Joana Falcão                       | 2020-presente | [ 191 ] [ 192 ] [ 172 ]         |

### Comissão de Frente
| Coreógrafos(as) | Carnavais     | Ref.                    |
| --------------- | ------------- | ----------------------- |
| Michel Cordeiro | 2005-2007     | [ 142 ] [ 144 ] [ 146 ] |
| Júnior Scapin   | 2008          | [ 104 ]                 |
| Carlos Motta    | 2009-2012     | [ 147 ] [ 149 ] [ 182 ] |
| Ivan Reis       | 2013          | [ 154 ]                 |
| David Lima      | 2014-2024     | [ 199 ]                 |
| Sérgio Lobato   | 2025          | [ 99 ]                  |
| Paulo Pinna     | 2026-presente | [ 200 ]                 |

### Bateria

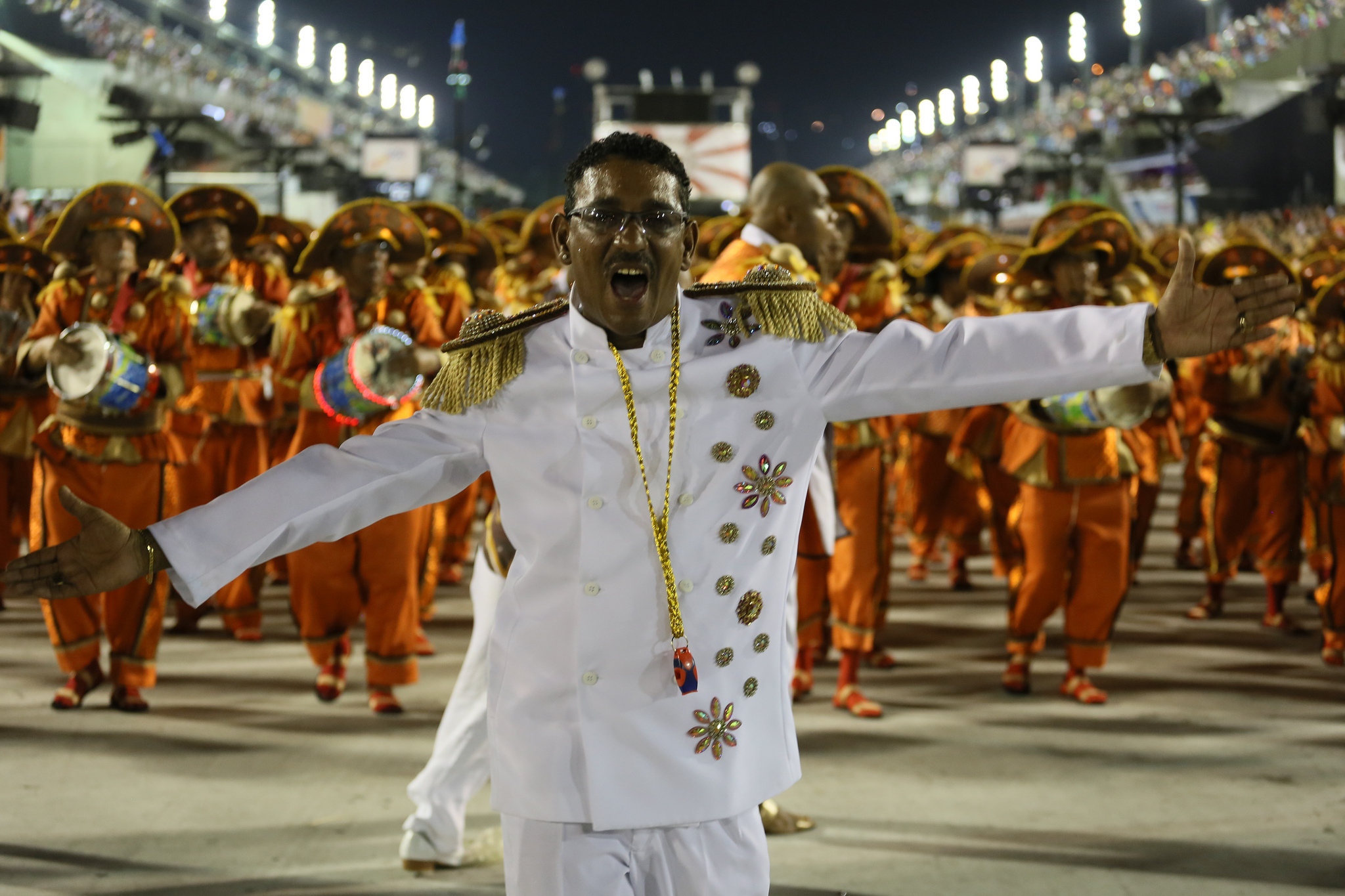
Mestre Dinho esteve a frente da bateria da escola por 13 anos consecutivos.

#### Mestres
| Diretores de bateria | Carnavais | Ref.                            |
| -------------------- | --------- | ------------------------------- |
| Mazinho              | 1959      | [ 106 ]                         |
| Cinco                | 1969      | [ 201 ]                         |
| Cinco                | 1971      | [ 112 ]                         |
| André                | 1972      | [ 113 ]                         |
| Mauro                | 1982      | [ 125 ]                         |
| Adilson de Oliveira  | 1983      | [ 127 ]                         |
| Celso                | 2005      | [ 142 ]                         |
| Coé                  | 2006-2009 | [ 144 ] [ 146 ] [ 104 ] [ 147 ] |
| Dudu                 | 2010      | [ 149 ]                         |
| Coé                  | 2011      | [ 182 ]                         |
| Dinho                | 2012-2025 | [ 195 ] [ 202 ] [ 203 ]         |
| Laion Jorge          | 2026-     | [ 204 ]                         |

#### Rainhas

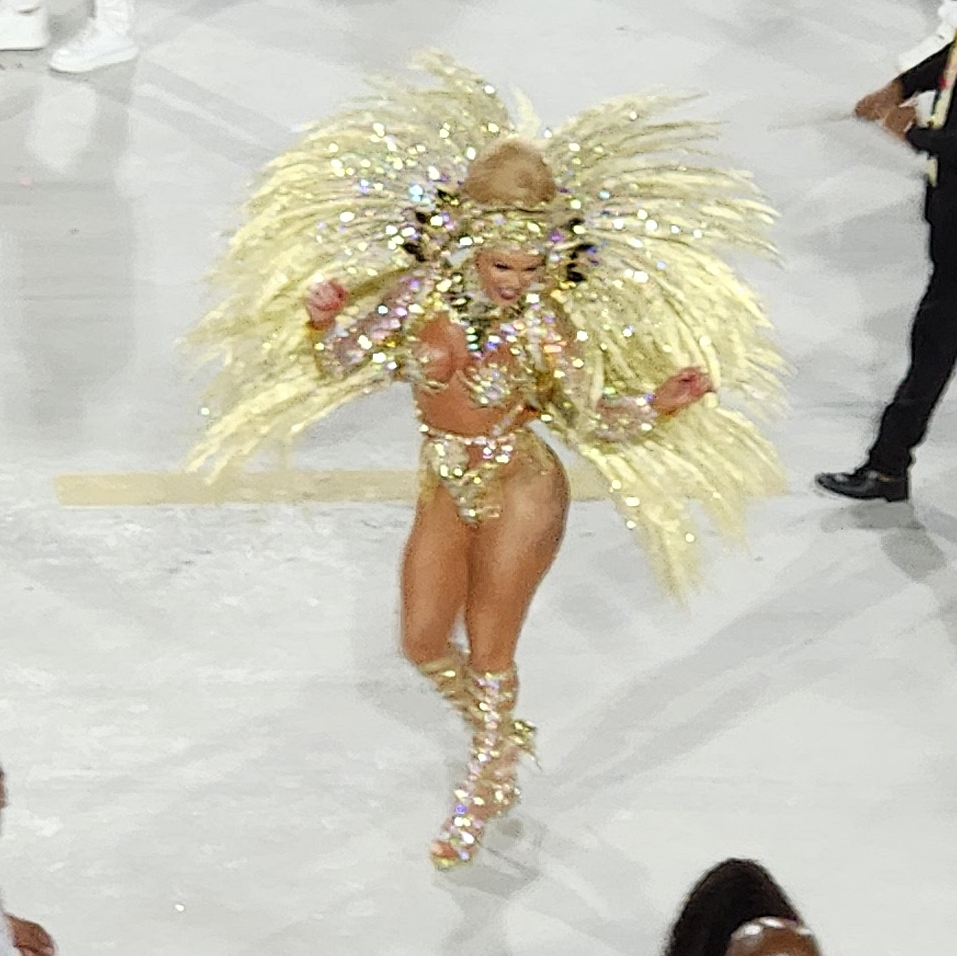
Thalita Zampirolli, ex-rainha de bateria da UPM, no desfile de 2023 da escola.

| Rainhas de bateria    | Carnavais | Ref.            |
| --------------------- | --------- | --------------- |
| Karina Costa          | 2005-2014 | [ 205 ] [ 206 ] |
| Ana Paula Evangelista | 2015      | [ 26 ]          |
| Karina Costa          | 2016-2017 | [ 41 ] [ 206 ]  |
| Alice Alves           | 2018      | [ 59 ]          |
| Karina Costa          | 2019-2022 | [ 71 ]          |
| Thalita Zampirolli    | 2023-2024 | [ 88 ]          |
| Andressa Marinho      | 2025-     | [ 207 ]         |

### Direção de Carnaval
| Diretores de carnaval            | Carnavais     | Ref.                            |
| -------------------------------- | ------------- | ------------------------------- |
| Antenor Fernandes da Silva       | 1972          | [ 113 ]                         |
| Luiz Carlos Lima dos Santos      | 1983          | [ 127 ]                         |
| Elmo Evangelista                 | 1995          |                                 |
| Valmir Chuva                     | 2005          | [ 142 ]                         |
| Comissão de Carnaval             | 2006-2007     | [ 144 ] [ 146 ]                 |
| Mariângela Santos                | 2008          | [ 104 ]                         |
| Cícero Costa e Mariângela Santos | 2009-2010     | [ 147 ] [ 149 ]                 |
| Cícero Costa                     | 2011-2014     | [ 182 ] [ 152 ] [ 154 ] [ 183 ] |
| Cícero Costa e Nana Costa        | 2015-2020     | [ 184 ]                         |
| Cícero Costa                     | 2022-2023     | [ 192 ] [ 172 ]                 |
| Cícero Costa e Lara Mara         | 2024-2025     | [ 208 ]                         |
| Cícero Costa                     | 2026-presente |                                 |

### Direção de Harmonia
| Diretores de harmonia           | Carnavais     | Ref.                    |
| ------------------------------- | ------------- | ----------------------- |
| Enio S. Ribeiro                 | 1959          | [ 106 ]                 |
| Silvio                          | 1971          | [ 112 ]                 |
| Valdir Santos Santana           | 1983          | [ 127 ]                 |
| Luiz Felipe                     | 2005-2006     | [ 142 ]                 |
| Carlos Eduardo                  | 2006          | [ 144 ]                 |
| Jorge Aldir                     | 2007          | [ 146 ]                 |
| Cristiano Costa                 | 2008          | [ 104 ]                 |
| Tulio Franback e Paulo Rozendo  | 2009          | [ 147 ]                 |
| Serginho Harmonia               | 2010          | [ 149 ]                 |
| Tulio Franback                  | 2011          | [ 182 ]                 |
| Alcides Kenga                   | 2012-2014     | [ 152 ] [ 154 ] [ 183 ] |
| Luiz André Sá e Renata Cristina | 2015-2016     | [ 184 ] [ 185 ]         |
| Alcides Kenga                   | 2017          | [ 187 ]                 |
| Décio Bastos                    | 2018-2019     | [ 188 ] [ 189 ]         |
| Alessandro Cobra e Carlos KZ    | 2020-2022     | [ 209 ] [ 191 ] [ 192 ] |
| Alessandro Cobra                | 2023          | [ 172 ]                 |
| Marcelo Marques                 | 2024-presente |                         |